# Kościół św. Anny w Zaborowie
Kościół pw. św. Anny w Zaborowie – kościół parafialny, wzniesiony w 1791 roku w Zaborowie według projektu Hilarego Szpilowskiego w miejscu wcześniejszych świątyń.

## Historia
Parafia w Zaborowie erygowana została tu w XIV lub XV wieku – pierwsze zapiski zaginęły. W 1465 wymieniany jest pleban zaborowski Jan, a w tym samym roku biskup Andrzej Bniński darował parafii dziesięcinę snopową. W czasie wizytacji w 1670 biskup Święcicki zapisał: de erectionis huius Ecclesiae ex antiquo Nulla notitia. Pierwszy kościół drewniany spłonął w 1700 i w tym samym roku powstał nowy, także drewniany, staraniem ks. Glinki i przetrwał on do 1790 roku.
W 1791 roku wzniesiony został nowy kościół murowany nakładem właścicieli Zaborowa Placyda i Karoliny Izbińskich herbu Prawdzic według projektu Hilarego Szpilowskiego. Kościół wzniesiony w stylu klasycystycznym we wnętrzach zawiera fragmenty wyposażenia z wcześniejszych kościołów, głównie z XVIII wieku. Kościół został poświęcony przez ks. Onufrego Szembeka archidiakona warszawskiego dnia 22 lutego 1791 roku.
W 1839 odnowiony i przerobiony przez Adama Izbińskiego, w 1840 powstaje murowana plebania. W 1905 roku ma miejsce kolejna restauracja kościoła nakładem Leona Feliksa Goldstanda, nowego dziedzica dóbr zaborowskich. W 2002 odbyła się ostatnia renowacja kościoła i plebanii.
Obiekt wpisany do rejestru zabytków pod numerem 1119/499/62 decyzją z 23.03.1962.

## Opis

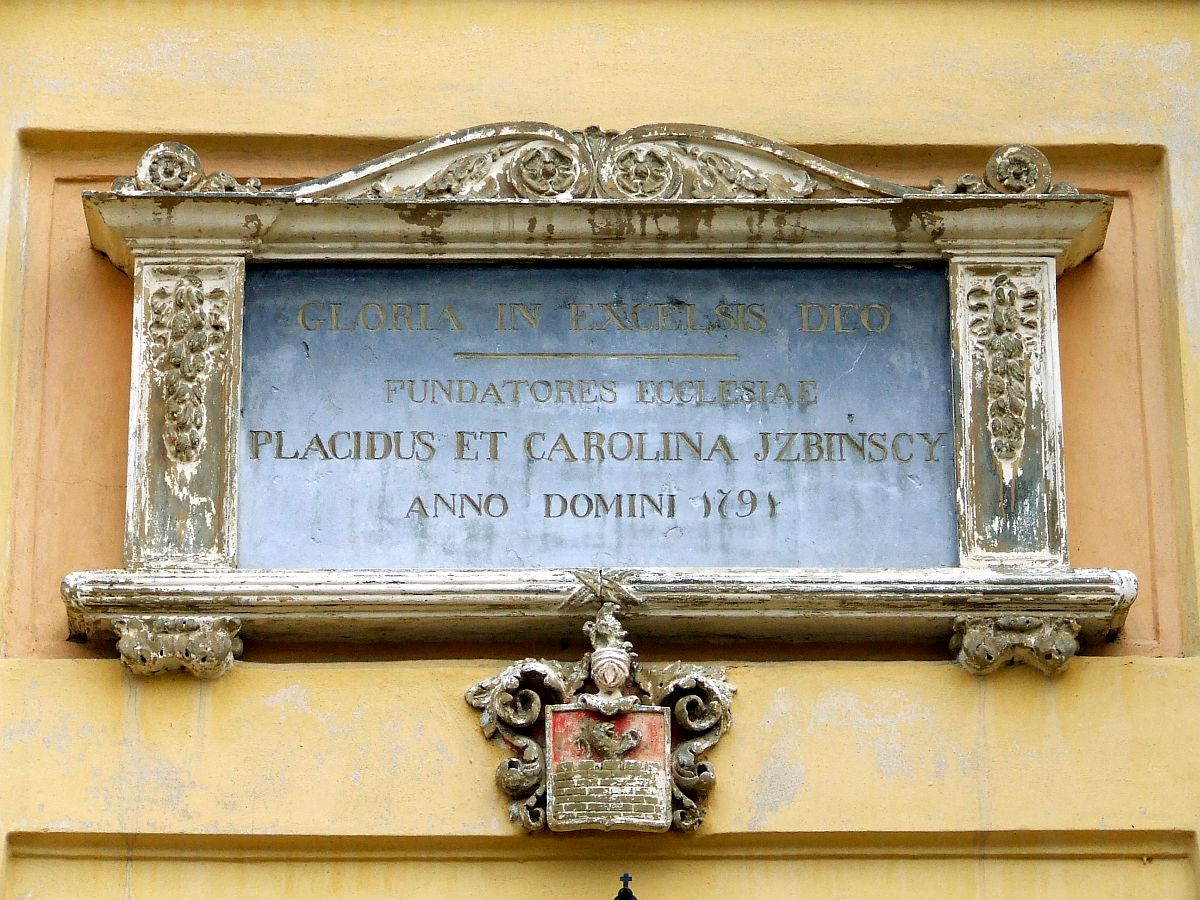
Tablica fundacyjna na kościele
z herbem Prawdzic rodziny Izbińskich

Kościół wzniesiony został w stylu klasycystycznym na planie prostokąta, z wnętrzem salowym, ściętym w narożach bez wydzielonego prezbiterium. Przy prezbiterium znajdują się zakrystia i klatka schodowa na chórek za ołtarzem, natomiast po przeciwległej stronie jest chór muzyczny z balustradą tralkową, wsparty na smukłej półkoliście zamkniętej arkadzie.
Wnętrze kościoła ozdabiają 3 ołtarze z XVII wieku: w ołtarzu głównym umieszczono obraz Matki Boskiej z Dzieciątkiem w sukience z blachy srebrnej z końca XVIII wieku, w lewym obraz św. Anny w sukienkach z blachy srebrnej, koronowany w roku 1722 oraz obraz św. Wawrzyńca w zwieńczeniu ołtarza, w prawym zaś obraz św. Józefa oraz w zwieńczeniu ołtarza obraz św. Antoniego Padewskiego.
Ambona z XIX wieku wykonana w stylu klasycystycznym, zaś prospekt organowy w stylu neobarokowym. Na ścianach bocznych nawy wiszą obrazy m.in. pochodzące z XVIII wieku wizerunek Matki Boskiej Bolesnej oraz św. Anny Samotrzeć. W świątyni znajdują się także liczne epitafia i nagrobki dobroczyńców kościoła i właścicieli okolicznych majątków przyozdobione herbami szlacheckimi.